# سيمون راميريز (لاعب كرة قدم)
سيمون راميريز (بالإسبانية: Simón Ramírez)‏ هو لاعب كرة قدم أرجنتيني، ولد في 12 أبريل 1985 في مورون في الأرجنتين. لعب مع أرجنتينوس جونيورز.

## وصلات خارجية
- سيمون راميريز على موقع قاعدة بيانات كرة القدم.إي يو (الإنجليزية)
- سيمون راميريز على موقع Soccerway.com (الإنجليزية)
- سيمون راميريز على موقع عالم كرة القدم.نت (الإنجليزية)